# Михаловце (окръг)
 Тази статия е за окръга.  За града вижте Михайловце.  
Михаловце на словашки: Michalovce е окръг в Кошицки край, Източна Словакия. Окръгът граничи с Украйна. Площта му е 1018 км², а населението е 108 954 души (по преброяване от 2021 г.).

## Статистика (2001)

### Национален състав
- словаци – 81,7 %
- унгарци – 11,7 %
- цигани – 4 %
- русини/украинци – 0,6 %
- чехи – 0,5 %

### Конфесионален състав
- римо-католици – 51,7 %
- гръко-католици – 10,7 %
- православни – 5,2 %
- лутерани – 2,3 %

## Общини
- Байани (Bajany)
- Бановце над Ондавоу (Bánovce nad Ondavou)
- Беша (Beša)
- Брацовце (Bracovce)
- Будинце (Budince)
- Будковце (Budkovce)
- Чечехов (Čečehov)
- Чичаровце (Čičarovce)
- Черно поле (Čierne Pole)
- Драхньов (Drahňov)
- Дубравка (Dúbravka)
- Фалкушовце (Falkušovce)
- Хаталов (Hatalov)
- Хажин (Hažín)
- Хнойне (Hnojné)
- Хоровце (Horovce)
- Иначовце (Iňačovce)
- Ижковце (Ižkovce)
- Ястрабие при Михаловциах (Jastrabie pri Michalovciach)
- Йовса (Jovsa)
- Качанов (Kačanov)
- Калужа (Kaluža)
- Капушанске Клячани (Kapušianske Kľačany)
- Клокочов (Klokočov)
- Крашновце (Krásnovce)
- Кришовска Лескова (Krišovská Liesková)
- Кусин (Kusín)
- Ластомир (Lastomír)
- Лашковце (Laškovce)
- Лесне (Lesné)
- Ложин (Ložín)
- Лучки [(Lúčky)
- Малчице (Malčice)
- Мале Рашковце (Malé Raškovce)
- Марковце (Markovce)
- Матьовске Войковце (Maťovské Vojkovce)
- Михаловце
- Моравани (Moravany)
- Нацина Вес (Nacina Ves)
- Оборин (Oborín)
- Ореске (Oreské)
- Палин (Palín)
- Палвоце над Ухом(Pavlovce nad Uhom)
- Петриковце (Petrikovce)
- Петровце над Лаборцом (Petrovce nad Laborcom)
- Поруба под Вихрлатом (Poruba pod Vihorlatom)
- Поздишовце (Pozdišovce)
- Птрушка (Ptrukša)
- Пусте Чемерне (Pusté Čemerné)
- Раковец над Ондавоу (Rakovec nad Ondavou)
- Руска (Ruská)
- Сене (Senné)
- Славковце (Slavkovce)
- Слиепковце (Sliepkovce)
- Старе (Staré)
- Стражске
- Стретава (Stretava)
- Стретавка (Stretavka)
- Сухе (Suché)
- Шамудовце (Šamudovce)
- Трховище (Trhovište)
- Трнава при Лаборци (Trnava pri Laborci)
- Тушице (Tušice)
- Тушицка Нова Вес (Tušická Nová Ves)
- Велке Капушани
- Велке Рашковце
- Велке Слеменце
- Винне (Vinné)
- Ваяни (Vojany)
- Воля (Voľa)
- Врбница (Vrbnica)
- Висока над Ухом (Vysoká nad Uhom)
- Залужице (Zalužice)
- Завадка (Závadka)
- Збудза (Zbudza)
- Земплинска Широка (Zemplínska Široká)
- Земплиске Копчани (Zemplínske Kopčany)
- Жбинце (Žbince)